# (883) Matterania
(883) Matterania est un astéroïde de la ceinture principale, découvert le 14 septembre 1917 par l'astronome allemand Max Wolf depuis l'observatoire du Königstuhl. Il fut découvert indépendamment la même nuit par Richard Schorr depuis l'observatoire de Hambourg. Les deux astronomes pensèrent tout d'abord qu'il s'agissait de la comète de Encke, mais Wolf fut le premier à comprendre que l'objet était un nouvel astéroïde.
Il est nommé en l'honneur de August Matter qui fournit de nombreuses plaques photographiques à l'observatoire du Königstuhl.